# Arie de Oude
Age (Arie) de Oude (Amsterdam, 23 juli 1933 – Almere, 8 januari 2014) was een Nederlandse voetballer.

## Levensloop
De Oude begon met voetbal bij DWG. Via De Spartaan kwam hij terecht bij VSV uit Velsen, waar hij in het seizoen 1955/56 debuteerde. Die club speelde op dat moment in de Eerste divisie. Na een jaar maakte hij de overstap naar DWS uit Amsterdam, dat in de Eredivisie uitkwam. De Oude speelde in de spits. Hij stond niet per se bekend vanwege zijn voetbalkwaliteiten, maar was wel zeer doelgericht. In totaal zou hij in de Eredivisie 74 keer scoren voor DWS. Het seizoen 1960/61 was zijn succesvolste seizoen toen hij in de competitie 25 keer het net vond. In de uitwedstrijd tegen GVAV (2-4) scoorde hij alle doelpunten. Een bekende kreet die vaak over de velden klonk om De Oude aan te moedigen was "Arie, Arie, Arie".

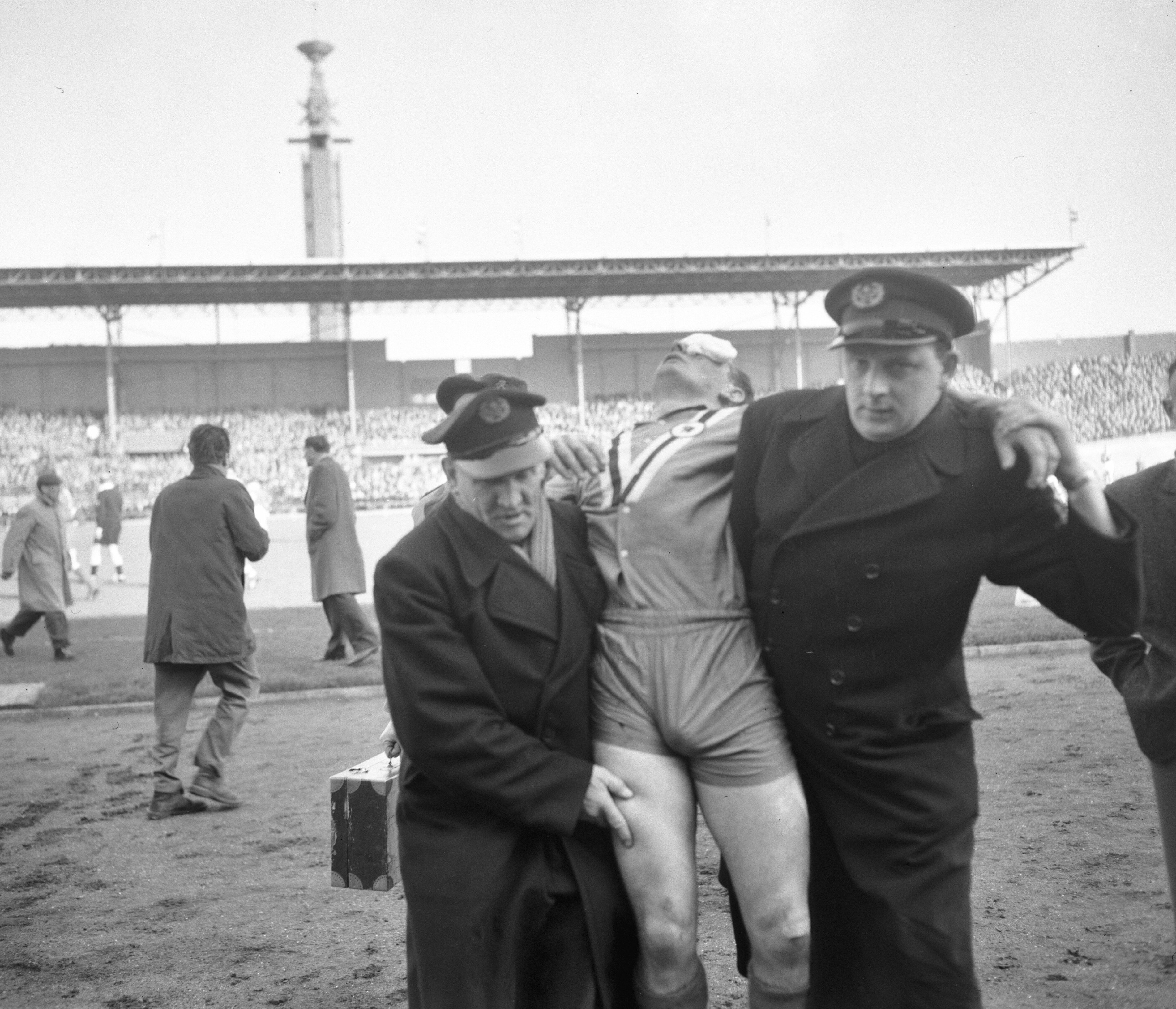
De Oude wordt tijdens een wedstrijd tegen MVV gewond het veld afgedragen (1960)

In de eerste helft van het seizoen 1962/63 speelde De Oude niet vanwege een conflict met zijn club. Tijdens de contractbesprekingen kwam de club niet tegemoet aan zijn eisen. Pas in januari 1963 tekende hij een nieuw contract en keerde terug op het veld. Op dat moment speelde de club in de Eerste divisie, omdat zij het seizoen daarvoor was gedegradeerd. De club slaagde erin binnen een jaar weer terug te keren in de hoogste voetbalklasse. Aan het einde van het seizoen maakte de voetballer voor een transfersom van zeventigduizend gulden de overstap naar VVV-Venlo, dat ook uitkwam in de Eerste divisie. Daar werd hij in het seizoen 1963/64 met vijftien goals clubtopscorer. Ironisch genoeg won zijn oude club DWS in het jaar na zijn vertrek het landskampioenschap. Het was de enige keer in de geschiedenis van het Nederlandse voetbal dat een club direct in het eerste jaar na de promotie het landkampioenschap won.
Na een jaar in Limburg volgde een nieuwe transfer, ditmaal naar de Tweede divisie-club HFC Haarlem. In het seizoen 1965/66 speelde De Oude voor Blauw-Wit dat actief was in de Eerste divisie. Een jaar later sloot hij zijn voetbalcarrière af bij DWG.
Van zijn verdiende geld kocht De Oude het café 't Vinkje op de Wittenkade in Amsterdam. Hij raakte aan de drank, maar kwam ook weer van zijn verslaving af.

## Carrièrestatistieken
| Seizoen         | Club            | Land            | Competitie       | Competitie | Competitie | Beker | Beker | Overig | Overig | Totaal | Totaal |
| Seizoen         | Club            | Land            | Competitie       | Wed.       | Dlp.       | Wed.  | Dlp.  | Wed.   | Dlp.   | Wed.   | Dlp.   |
| --------------- | --------------- | --------------- | ---------------- | ---------- | ---------- | ----- | ----- | ------ | ------ | ------ | ------ |
| 1955/56         | VSV             | Nederland       | Eerste klasse A  | 16         | 11         | –     | –     | 0      | 0      | 16     | 11     |
| 1956/57         | VSV             | Nederland       | Eerste divisie A | 25         | 14         | –     | 3     | 0      | 0      | –      | 17     |
| 1957/58         | DWS             | Nederland       | Eerste divisie   | –          | 26         | 2     | 1     | 0      | 0      | –      | 27     |
| 1958/59         | DWS/A           | Nederland       | Eredivisie       | 18         | 13         | 2     | 2     | 0      | 0      | 20     | 15     |
| 1959/60         | DWS/A           | Nederland       | Eredivisie       | 30         | 16         | –     | –     | 0      | 0      | 30     | 16     |
| 1960/61         | DWS/A           | Nederland       | Eredivisie       | 30         | 25         | –     | 2     | 0      | 0      | –      | 27     |
| 1961/62         | DWS/A           | Nederland       | Eredivisie       | 22         | 14         | –     | 2     | 0      | 0      | –      | 16     |
| 1962/63         | DWS             | Nederland       | Eerste divisie   | 14         | 20         | –     | 0     | 0      | 0      | –      | 20     |
| 1963/64         | VVV             | Nederland       | Eerste divisie   | 27         | 15         | 2     | 0     | –      | –      | 29     | 15     |
| 1964/65         | Haarlem         | Nederland       | Tweede divisie A | 24         | 15         | 1     | 1     | 0      | 0      | 25     | 16     |
| 1965/66         | Blauw-Wit       | Nederland       | Eerste divisie   | 13         | 4          | 3     | 3     | 0      | 0      | 16     | 7      |
| Carrière totaal | Carrière totaal | Carrière totaal | Carrière totaal  | –          | 173        | –     | 14    | 0      | 0      | –      | 187    |

## Erelijst
DWS
| Nationaal      |    |         |
| Eerste divisie | 1x | 1962/63 |